# موتور یوسف رودینی
موتور یوسف رودینی یک منطقهٔ مسکونی در ایران است که در دهستان مرکزی (ایرانشهر) واقع شده‌است. موتور یوسف رودینی ۵۶ نفر جمعیت دارد.